# Portret pośmiertny Józefa Simmlera
Portret pośmiertny Józefa Simmlera – obraz olejny (portret) namalowany przez polskiego malarza Franciszka Mielnickiego w 1871 roku.
Obraz przedstawia nieżyjącego już wówczas polskiego malarza Józefa Simmlera w pozycji stojącej, z paletą i pędzlami w lewej dłoni. Artysta opiera się łokciem o cokół rzeźby; po prawej sztaluga z dopiero co "napoczętym" obrazem Śmierć Barbary Radziwiłłówny.
Obraz znajduje się w zbiorach Muzeum Narodowego w Warszawie.